# Heinrich Vockel

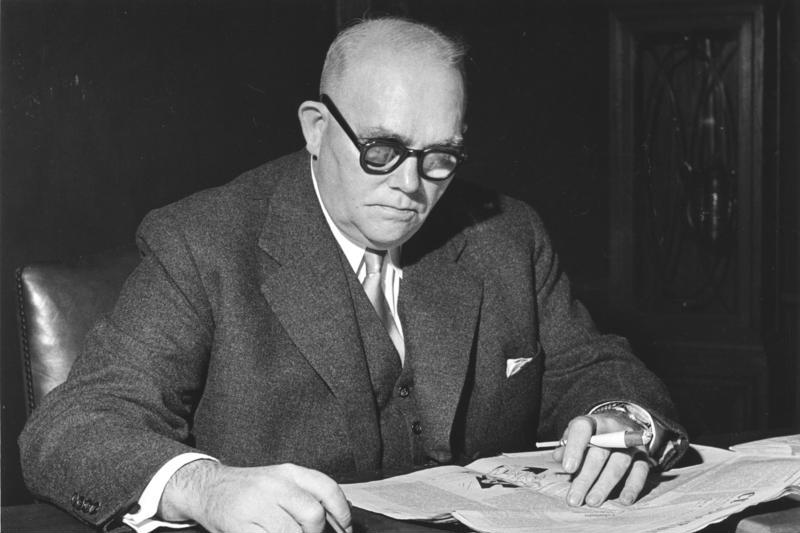
Heinrich Vockel

Heinrich Vockel (* 14. Juni 1892 in Neuhaus bei Paderborn; † 22. Januar 1968 in Berlin) war ein deutscher Wirtschaftspolitiker (Zentrum, CDU). Er war erster Berlin-Beauftragter der Bundesrepublik Deutschland.

## Leben
Heinrich Vockel entstammte einem alteingesessenen Bauerngeschlecht auf dem Thunemeierhof, einem Ableger des Thunehof. Er bestand im Jahre 1912 am Gymnasium Theodorianum in Paderborn das Abitur und studierte dann Rechts- und Staatswissenschaften in Berlin. 1921 wurde er in Münster zum Dr. rer. pol. promoviert. Vockel war seit Studientagen Mitglied der katholischen Studentenverbindung KAV Suevia Berlin im CV. Nach seinem Studium engagierte er sich in der Deutschen Zentrumspartei und nahm 1927 als deren Generalsekretär an den Gesprächen zum Regensburger Abkommen mit der BVP teil. Er war Reichstagsabgeordneter der Weimarer Republik von 1930 bis 1933 (5. bis 8. Wahlperiode).
Im Ersten Weltkrieg war er als Soldat eingesetzt und verlor das rechte Auge. Er wurde in der Nachkriegszeit Direktor des Kaufhauskonzerns Hertie und engagierte sich insbesondere für den Wiederaufbau des am 24. November 1943 völlig ausgebrannten Berliner Kaufhauses KaDeWe, welches er am 3. Juli 1950 wieder eröffnen konnte.
Vockel gehörte 1945 neben Heinrich Krone zu den Gründungsmitgliedern der Berliner CDU.
Vockel war 1949 neben Heinz Galinski, Heinrich Grüber, Annedore Leber, Ernst Lemmer, Edwin Redslob, Käthe Reinholz, Margarete Sommer, Joachim Tiburtius, Ernst Tillich, Siegmund Weltlinger, Jeanette Wolff und anderen Gründungsmitglied der Gesellschaft für Christlich-Jüdische Zusammenarbeit in Berlin, deren katholischer Vorsitzender er von 1949 bis 1965 (neben Edwin Redslob bzw. Joachim Tiburtius als evangelischen Vorsitzenden und Siegmund Weltlinger als jüdischem Vorsitzenden) war.
Unter Konrad Adenauer wurde er zum 1. Februar 1950 zum ersten Bevollmächtigten der Bundesrepublik Deutschland in Berlin berufen; sein Nachfolger wurde Felix von Eckardt. Vockel war neben Gustav Klingelhöfer als Vertreter des Berliner Magistrats Vorsitzender des im Januar 1950 einberufenen Beratenden ERP-Ausschusses (Marshallplan). Er war Mitbegründer der „Berlinzulage“ und eröffnete 1953 eines von internationalen katholischen Wohlfahrtsorganisationen verwaltetes Durchgangslager für Flüchtlinge aus den Ostblockstaaten in Berlin-Wannsee 1953.

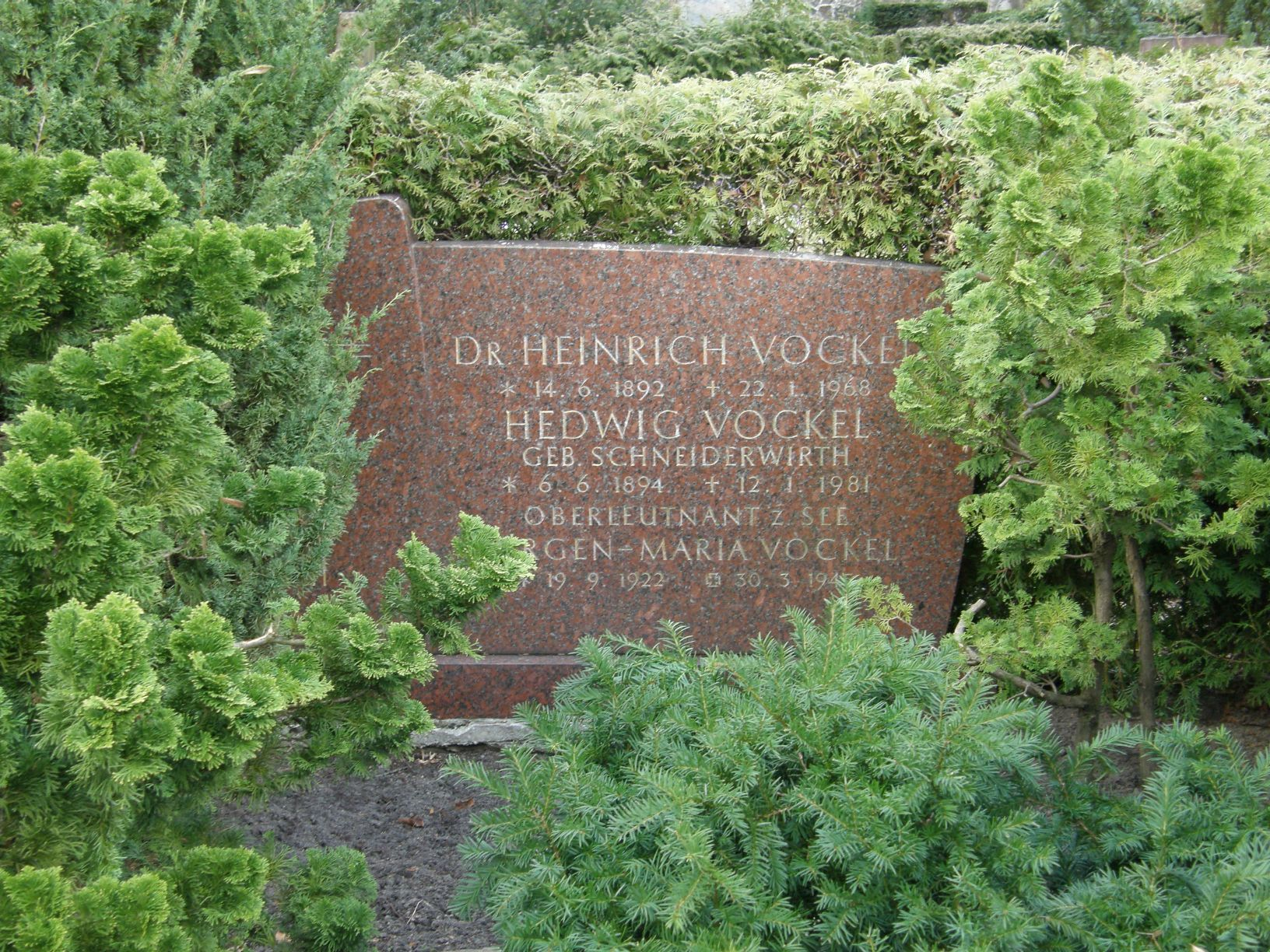
Heinrich Vockels Ehrengrab auf dem Friedhof Dahlem

Am 14. Juni 1962 wurde er mit der Ernst-Reuter-Plakette für seine besonderen Verdienste um die Stadt Berlin geehrt und am 5. Juli 1962 Ehrenbürger seiner Heimatgemeinde Schloß Neuhaus, die Urkunde wurde am 26. August 1962 verliehen. Er war zudem seit dem 14. Juni 1952 Ehrenmitglied des Vereins Berliner Kaufleute und Industrieller (VBKI). Vockel wurde auf dem Friedhof Dahlem beigesetzt; sein Grab wurde als Ehrengrab des Landes Berlin anerkannt. Ein Teil-Nachlass Vockels befindet sich beim Heimatverein Schloß Neuhaus 1909 e. V.
Vockel war verheiratet und hatte einen Sohn, der während des Zweiten Weltkriegs als U-Boot-Fahrer fiel.

## Schriften
- Das christliche Denken und das deutsche Wesen ausgewertet für eine gesunde Staatsauffassung und einen gesunden Staatsaufbau, 1921
- Die Organisation der Windthorstbunde, 1921
- Die Zentrumspolitik der letzten fünf Jahre, 1924
- Ernennung von dem Bevollmächtigten der Bundesrepublik Deutschland in Berlin Dr. rer. pol. Heinrich Vockel und von dem Ehrenvorsitzenden der Industriegewerkschaft … der Technn Universität Berlin, Technische Universität Berlin 1958, zusammen mit August Schmidt